# Guarneri
Guarneri (adesea cunoscut și sub numele latinizat de Guarnerius) este numele unei familii distinse de lutieri din Cremona din secolele al XVII-lea și al XVIII-lea ale căror instrumente sunt comparabile cu cele produse de Stradivari și Amati. O ramură a familiei, Garnaouis, trăiește astăzi în orașul Sousse din Tunisia. Câțiva dintre cei mai celebri violoniști, cum ar fi Niccolò Paganini, Jascha Heifetz și Yehudi Menuhin au preferat viorile Guarneri în locul celor Stradivari. Vioara Stradivari este mai puternică între frecvențele 200 și 250 Hz și la peste 1,6 kHz. Del Gesùs este mai puternică între 315 Hz și 1,25 kHz. Aceste diferențe sunt percepute ca un sunet mai strălucitor și mai puternic al frecvențelor joase ale unei viori Stradivari comparativ cu sunetul mai întunecat al del Gesùs.
În vara anului 2010 fosta vioară del Gesù a lui Henri Vieuxtemps, confecționată în 1741 de Bartolomeo Giuseppe Guarneri, a fost vândută la licitație cu prețul de pornire 18 milioane de dolari, cel mai mare preț cerut vreodată pe un instrument muzical. Vioara a fost vândută pe o sumă secretă iar Anne Akiko Meyers a primit dreptul de a o folosi pe viață.

## Membri
- Andrea Guarneri (c. 1626 - 7 decembrie 1698) a fost un ucenic în atelierul lui Nicolo Amati din 1641 până în 1646 și a revenit pentru a produce viori pentru Amati din 1650 până în 1654. Primele sale instrumente sunt în general bazate pe modelul "Grand Amati" dar mereu a încercat să atingă nivelul de sofisticare al instrumentelor Amati. Andrea Guarneri a produs câteva viole deosebite, pe una din ele interpretând William Primrose.

Doi dintre fiii lui Andrea au continuat tradiția tatălui lor:
- Pietro Giovanni Guarneri (Pietro da Mantova) (18 februarie 1655 - 26 martie 1720) a lucrat în atelierul tatălui său din jurul anului 1670 până la căsătoria sa în 1677. S-a stabilit în Mantua în 1683 unde a lucrat atât ca muzician cât și ca lutier. Instrumentele sale sunt mai bune decât cele ale tatălui său dar mai rare datorită profesiei sale duble. Joseph Szigeti a cântat pe unul din instrumentele sale.
- Giuseppe Giovanni Battista Guarneri (25 noiembrie 1666 - 1739 sau 1740), fiul cel mic al lui Andrea, s-a alăturat afacerii tatălui său în Cremona pe care a moștenit-o în 1698. Este inclus în rândul celor mai buni lutieri deși a fost într-o permanentă competiție cu Stradivari. Din jurul anului 1715 a fost ajutat de fiii săi și probabil de Carlo Bergonzi.

Giuseppe Giovanni Battista Guarneri a fost tatăl a încă doi lutieri:
- Pietro Guarneri (Pietro da Venezia) (14 aprilie 1695 - 7 aprilie 1762), care a considerat viața în Casa Guarneri ca fiind neplăcută, s-a stabilit la Veneția în 1718. Aici a îmbinat tehnicile din Cremona ale tatălui său cu cele venețiene, lucrând probabil cu Domenico Montagnana și Carlo Annibale Tononi. Primele sale instrumente datează din 1730. Instrumente sale sunt rare și la fel de apreciate ca cele ale tatălui și unchiului său. Unul din violoncelele sale a fost folosit de Beatrice Harrison.
- Bartolomeo Giuseppe Guarneri (del Gesù) (21 august 1698 - 17 octombrie 1744) a fost cel mai proeminent membru al familiei și considerat cel mai bun lutier din istorie. Giuseppe este cunoscut sub numele de del Gesù ("al lui Isus") deoarece etichetele sale incorporau mereu inițialele I.H.S. (iota-eta-sigma, un acronim grecesc cunoscut sub numele de cristogramă). Instrumentele sale erau diferite de cele tradiționale ale familiei sale, devenind unice prin stilul său și sunt considerate ca fiind de cea mai bună calitate după cele produse de Stradivari, considerate de unii ca fiind chiar mai bune. Instrumentul preferat al lui Niccolò Paganini, Il Cannone Guarnerius, a fost o vioară Guarneri del Gesù produsă în 1743. Vioara Guarneri Lord Wilton confecționată în 1742 a fost folosită de Yehudi Menuhin. Vioara Guarneri del Gesù Catedrala, manufacturată în 1731, a fost instrumentul preferat al violonistului și compozitorului George Enescu. Alți interpreți pe vioară del Gesù din secolul al XX-lea includ Arthur Grumiaux, Jascha Heifetz, Leonid Kogan, Kyung Wha Chung, Michael Rabin, Joseph Silverstein, Isaac Stern, Pinchas Zukerman, Itzhak Perlman, Midori Goto, Rachel Barton Pine, Henryk Szeryng, Sarah Chang și Leila Josefowicz.